# Бромид тербия(III)
Бромид тербия(III) — неорганическое соединение с химической формулой {\displaystyle {\ce {TbB3}}},  состоящее из тербия и брома. Оно представляет собой растворимое в воде белое кристаллическое вещество, которое также может существовать в виде гексагидрата ({\displaystyle {\ce {TbBr3*6H2O}}}).

## Получение и свойства
Бромид тербия(III) можно получить путем нагревания металлического тербия или оксида тербия(III) с бромистым аммонием.
{\displaystyle {\ce {Tb2O3 + 6NH4Br -> 2TbBr3 + 6NH3 + 3H2O}}}
В водном растворе бромида тербия(III) может происходить кристаллизация гексагидрата. При нагревании гексагидрата он дегидратируется и образуется некоторое количество оксибромида тербия ({\displaystyle {\ce {TbOBr}}}).
Бромид тербия(III) — белое твердое вещество, растворимое в воде. Его кристаллическая структура схожа со структурой иодида висмута.